# Great Fish River
La Great Fish River (en afrikaans : Groot-Visrivier) est un fleuve d'Afrique du Sud. Elle prend sa source à l'est de Graaff-Reinet, et court sur 644 km à travers la province du Cap-Oriental, avant de se jeter dans l'océan Indien entre Port Elizabeth et East London.

## Hydrographie
La Great Fish River prend sa source à l'est de Graaff-Reinet et irrigue Cradock. Plus au sud, elle reçoit les apports du Tarka en rive gauche puis elle forme des méandres jusqu'à Cookhouse, et aux escarpements à l'est de Grahamstown. De là, son cours devient rectiligne jusqu'à son estuaire sur l'océan Indien, à 8 km au nord-est de Seafield.
Ce fleuve, quoiqu'il traverse un pays aride, n'est jamais à sec, mais son débit est notoirement bas à la saison sèche, rythmé seulement par les marées montantes et descendantes (l'influence des marées se fait sentir jusqu'à une vingtaine de kilomètres en amont de l’estuaire) ; depuis les années 1970, les apports du fleuve Orange permettent de soutenir l'étiage en période de sécheresse.
Ses principaux affluents sont le Groot Brak River, le Tarka et le Kat en rive gauche, et la Little Fish River (ou Klein-Visrivier) en rive droite.
Ce fleuve est une composante du bassin d'irrigation Fish to Tsitsikama.

## Climat
Le climat à l'embouchure est tempéré, avec 650 mm de précipitations concentrées sur le printemps et l'automne. La température moyenne varie entre 12 °C et 24 °C, avec des extrêmes de 2 °C à 40 °C.

## Écologie
Un grand projet d'irrigation alimenté par les eaux du fleuve Orange via la Fish River a été mené à bien au cours des années 1970. Le creusement de l'aqueduc souterrain constitue une prouesse technologique : l'ouvrage de prise se trouve à Oviston (acronyme Afrikaans de « Tunnel Orange-Fish »), au bord du lac de retenue de Gariep. Une centrale hydro-électrique avait été installée au débouché de la Fish River, mais elle était trop peu rentable et est désaffectée.
La mise en communication des deux bassins versants a été, en revanche, un désastre écologique : l’essentiel de l'écosystème de la Fish River a été bouleversé par la prédation de la faune et la flore du fleuve Orange.

### Flore
La végétation à l'embouchure est composée de fourrés, d'une flore riparienne et des fynbos, caractéristiques de la flore d'Afrique australe. Le Cycadale géant du Cap et le Sideroxylon inerme sont des arbres protégés. Les autres espèces caractéristiques sont l'acacia, Dombeya rotundifolia, Schotia, Strelitzia nicolai, Acokanthera oblongifolia, Harpephyllum caffrum, l'arbre corail et Zanthoxylum capense.

### Faune
L'embouchure de la Fish River abrite de nombreuses espèces de mammifères de toutes tailles, dont cinq espèces d'antilopes, les potamochères, diverses espèces de rongeurs dont la mangouste, le daman, le lièvre, le rat et la souris, les chauve-souris, le chat sauvage d'Afrique, la genette tachetée, la zorille et le porc-épic du Cap. Le mammifère le moins farouche est le vervet bleu, qu'on a vu dérober de la nourriture sous leurs yeux à des touristes du Fish River Sun Resort.
On dénombre plus de 135 espèces d'oiseaux marins et terrestres sur toute la vallée, dont le Touraco louri, le Martin-pêcheur géant et le majestueux Pygargue vocifer.
Il y a 26 espèces de serpents, dont seulement cinq sont venimeux.

## Histoire
Tout au long du XIXe siècle, ce fleuve formait encore la frontière de la Colonie du Cap et fut le théâtre de multiples confrontations au cours des guerres cafres entre 1779 et 1878. Ces guerres opposaient les Xhosa aux fermiers Boers et aux colons britanniques d'après 1820 ; mais dès 1835, la tribu des Fingos était autorisée à s'établir le long du fleuve. Pendant l'apartheid, le lit aval formait la frontière occidentale du Ciskei dit « indépendant. »
Au cours de la guerre dite « de la Hache », en 1846 et 1847, l'embouchure de la Fish River connut une activité fiévreuse : les colons établirent un bac pour relier de façon régulière la colonie du Cap (sur la rive occidentale) à la baie de Waterloo (proche de l'embouchure de l’Old Woman’s River, qui traverse l'actuelle station touristique de Fish River Sun). Cette baie de Waterloo, dont le nom reprenait celui du premier vapeur remontant le fleuve, servait de poste de débarquement pour les troupes et le ravitaillement de l'armée. Plusieurs navires se sont échoués le long des côtes rocheuses du fleuve au cours du XIXe siècle.